# إريك بوتوراك
إريك بوتوراك (بالإنجليزية: Eric Butorac)‏ مواليد 22 مايو 1981 في روتشستر، مينيسوتا، الولايات المتحدة، هو لاعب كرة مضرب أمريكي بدأ مسيرته كمحترف سنة 2003 يلعب باليد اليسرى. أعلى تصنيف له في الفردي كان المركز الـ 935 في سنة 2006.

## النهائيات

### نهائيات البطولات الكبرى

#### الزوجي: 1 (الوصافة)
| الحصيلة | السنة | البطولة                       | الأرضية | الشريك       | المنافس                     | النتيجة  |
| ------- | ----- | ----------------------------- | ------- | ------------ | --------------------------- | -------- |
| الوصافة | 2014  | بطولة أستراليا المفتوحة للتنس | صلبة    | رافين كلاسين | أوكاش كوبوت روبرت ليندستيدت | 3–6, 3–6 |

## الخط الزمني للزوجي
مفتاح
| ف | ن | ن.ن | ر.ن | د# | د.م | ل | أ.أ | ت | غ | ب | ف | ذ | م.خ | ل.ت |

(ف) فاز بالبطولة (ن) وصل النهائي (ن.ن) نصف النهائي (ر.ن) ربع النهائي (د#) الأدوار الأربعة الأولى (د.م) دور المجموعات (ل) شارك في كأس ديفيز (أ.أ) خرج من الأدوار الاولى (ت) خسر التصفيات التأهيلية (غ) غاب عن الحدث أو البطولة (ب) حصل على ميدالية برونزية (ف) حصل على ميدالية فضية (ذ) حصل على ميدالية ذهبية (م.خ) بطولة الماسترز خُفضت إلى مرتبة أقل (ل.ت) البطولة لم تعقد في السنة المعينة.
لتجنب الارتباك وازدواجية الحساب، يتم تحديث هذه المعلومات إما في نهاية البطولة، أو عندما تكون مشاركة اللاعب في البطولة قد انتهت.
| الدورة                        | 2007 | 2008 | 2009 | 2010 | 2011 | 2012 | 2013 | 2014 | 2015 | م.ف    | ف-خ   |
| ----------------------------- | ---- | ---- | ---- | ---- | ---- | ---- | ---- | ---- | ---- | ------ | ----- |
| دورات الجراند سلام            |      |      |      |      |      |      |      |      |      |        |       |
| بطولة أستراليا المفتوحة للتنس | د2   | د3   | د1   | ر.ن  | ن.ن  | ر.ن  | د3   | ن    | د3   | 0 / 9  | 22–9  |
| دورة رولان غاروس الدولية      | د1   | د1   | د1   | د1   | د1   | د3   | د2   | د2   | د1   | 0 / 9  | 4–9   |
| بطولة ويمبلدون                | د3   | د2   | د2   | د1   | د2   | د2   | د1   | د3   | د2   | 0 / 9  | 9–9   |
| أمريكا المفتوحة               | د2   | د1   | د1   | د1   | د2   | د2   | د2   | ر.ن  | د3   | 0 / 9  | 9–9   |
| فوز-خسارة                     | 4–4  | 3–4  | 1–4  | 3–4  | 6–4  | 7–4  | 4–4  | 11–4 | 5–4  | 0 / 35 | 44–36 |

## روابط خارجية
- إريك بوتوراك على موقع رابطة محترفي التنس (الإنجليزية)
- إريك بوتوراك على موقع الاتحاد الدولي لكرة المضرب (الإنجليزية)
- إريك بوتوراك على موقع خلاصة التنس.كوم (الإنجليزية)
- إريك بوتوراك على موقع إي إس بي إن.كوم (الإنجليزية)